# Majdany (Wierzbinek)
Majdany – zniesiona nazwa części wsi Wierzbinek w Polsce położona w województwie wielkopolskim, w powiecie konińskim, w gminie Wierzbinek.
Majdany położone były na prawym brzegu strugi Pichny. Stanowiła część wsi Wierzbinek.
W latach 1975–1998 Majdany należały administracyjnie do województwa konińskiego.